# Siberia (Chiapas)
Siberia es una localidad del estado mexicano de Chiapas. Es parte del municipio de Chanal. Fue fundado el 14 de febrero de 1934.

## Demografía
| Gráfica de evolución demográfica |
|                                  |

| Censo | Población |
| ----- | --------- |
| 1940  | 260       |
| 1950  | 117       |
| 1960  | 311       |
| 1970  | 307       |
| 1980  | 444       |
| 1990  | 594       |
| 2000  | 576       |
| 2010  | 954       |
| 2020  | 1 261     |